# Vlag van San Andrés en Providencia

Vlag van San Andrés en Providencia

De vlag van San Andrés en Providencia bestaat uit een lichtblauw veld met daarop een wit andreaskruis. Het andreaskruis verwijst waarschijnlijk naar de naam van San Andrés, terwijl het blauw de Caribische Zee symboliseert.
De kleuren lichtblauw en wit komen in veel Midden- en Zuid-Amerikaanse vlaggen voor, hetgeen teruggaat tot de aanname van deze kleuren door de Argentijnse opstandelingen tegen de Spanjaarden in 1810. San Andrés en Providencia was in 1818 het eerste gebied dat deze kleuren van Argentinië overnam.